# 阿布杜勒·阿齊兹·莫臥兒
阿布杜勒·阿齊兹·莫臥兒（英語：Abdul Aziz Mughal；？—？），葉爾羌汗國拉失德汗四王子，終於16歲。
他有兩個兒子，古德卜·丁和穆罕默德·海達爾，陪伴他們的叔父忽雷失·蘇丹移民印度，可能是印度的查謨-克什米爾谷地。